# Evaristo da Veiga
Evaristo Ferreira da Veiga e Barros (Rio de Janeiro, 8 de outubro de 1799 – Rio de Janeiro, 12 de maio de 1837) foi um poeta, jornalista, político e livreiro brasileiro, conhecido por ter sido o autor da letra do "Hino à Independência", cuja música se deve a D. Pedro I. Conta entre os precursores do Romantismo no Brasil.

## Infância e adolescência
Filho de um português mestre-escola, Francisco Luís Saturnino da Veiga, chegado ao Brasil aos 13 anos, soldado miliciano na paróquia de Santa Rita, no Rio de Janeiro, depois nomeado professor régio de primeiras letras na freguesia de São Francisco Xavier do Engenho Velho. Passou a professor na rua do Ouvidor, onde abriu uma loja. Andou por Vila Rica em 1788 e 1789, deve ter conhecido alguns dos inconfidentes, pois recopiou as Cartas Chilenas de Tomás Antônio Gonzaga, publicadas meio século mais tarde por seu neto Luís Francisco da Veiga. Casou com uma brasileira, D. Francisca Xavier de Barros, nascendo três filhos, dos quais Evaristo foi o segundo. Teve grande influência sobre seus filhos, sobretudo Evaristo, ótimo estudante que no Rio de Janeiro de D. João VI aprendeu francês, latim, inglês, cursou aulas de retórica e poética e estudou filosofia. Neste período adquiriu interesse por jornalismo ao visitar as oficinas da Impressão Régia, nos porões do palácio do conde da Barca.
Quando concluiu os estudos, o pai já abrira uma livraria na rua da Alfândega e os livros que trazia da Europa tinham em Evaristo o primeiro leitor, o mais curioso. Seu projeto frustrado de partir para a Universidade de Coimbra encontrou compensação na livraria do pai.

## Poeta

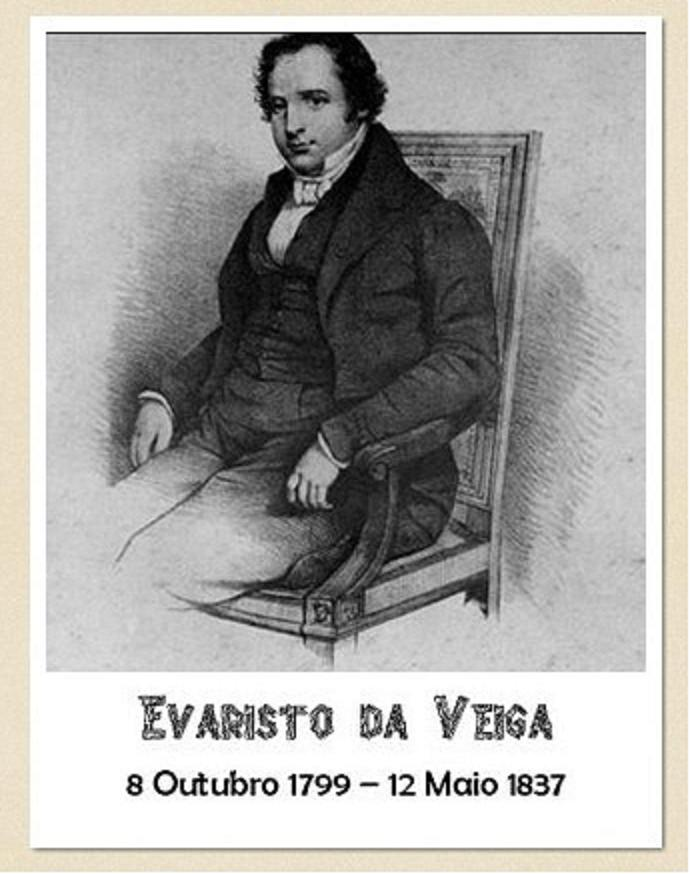
Evaristo da Veiga.

Autor da letra do "Hino à Independência", cuja música se deve a D. Pedro I. Conta entre os precursores do Romantismo no Brasil.
Em suas poesias mais antigas se sente a influência da escola arcádica e sobretudo de Bocage. Datam de 1811, tinha 12 anos. Um ano depois, em 1812, celebra os desastres militares dos franceses em Portugal. Aos 14 anos era um poeta português que refletia no Brasil com atraso de 20 anos o movimento da Nova Arcádia em que haviam excedido Bocage, José Agostinho de Macedo, Curvo Semedo. 
Em 1817 era súdito fiel de D. João VI, um luso no Rio de Janeiro: o malogro da revolução de Pernambuco o encheu de alegria. Seus versos cantaram o casamento de D. Pedro com D. Leopoldina, os anos de S. Majestade em 13 de maio de 1819, o aniversário da aclamação do rei. Diversas poesias são dedicadas a amigos, uma característica que se manterá: primou sempre nele o sentimento da amizade. Aos vinte anos começaram a aparecer Marílias, Nises, Lílias, Isbelas mas seus sonetos, cantigas e madrigais continuam arcádicos — com ligeira influência dos mineiros.
Em 1821, porém, vivia-se no Rio de Janeiro «o ano do constitucionalismo português», como afirma Oliveira Lima em O Movimento da Independência. Ninguém podia ficar indiferente. O elemento conservador, receoso de desordens, alimentava esperança de que a chegada das novas instituições não importaria em ruptura com Portugal, pois haveria uma monarquia dual, servindo a coroa como união. Era o pensamento de Evaristo da Veiga, ilusão de que participaram muitos brasileiros. Não tardaram os constitucionalistas de Portugal a demonstrar sua incompreensão das coisas do Brasil e foram aparecendo as resoluções das Cortes que tinham como propósito estabelecer a antiga submissão colonial, embora de outra forma. Foi nesse instante que nele despertou o patriota: um soneto em 17 de outubro de 1821 é intitulado O Brasil. Outro, de fevereiro de 1822, já estigmatizava «a perfídia de Portugal».
Daí em diante vibrou com o movimento que se espalhava pelo país. Em 16 de agosto de 1822, sem ser figura saliente em nenhum acontecimento, escreveu o Hino Constitucional Brasiliense, o célebre «Brava Gente Brasileira / longe vá temor servil», etc. Compôs sete hinos, no total, entoados por milhares de bocas. O «Brava Gente» recebeu duas músicas, uma do maestro Marcos Portugal, outra do próprio Príncipe Regente D. Pedro! E como Evaristo era tímido e o príncipe notoriamente melômano, logo se lhe atribuiu a letra... Só mais tarde, em 1833, Evaristo reivindicaria a letra (os originais estão na Seção de Manuscritos da Biblioteca Nacional). 
O ato da aclamação do imperador lhe inspirou três sonetos — e outros dedicou à Liberdade, à instalação da Assembleia Constituinte, a lorde Cochrane, à fuga do general Madeira. Mas teria papel obscuro e modesto nos sucessos da Independência. Seu nacionalismo era novo, faltava-lhe paixão, e ademais não tinha posição social, era um rapaz modesto e avesso a turbulências que trabalhava no balcão da livraria do pai. Em 1821, porém, assina com pseudônimo «O Estudante Constitucional» uma réplica a panfleto anônimo contra o Brasil, intitulado Carta do Compadre de Belém, impresso em Portugal. 
Cedo deixou de ser um espectador desenganado da ação do imperador. 1823 era o ano da instalação da Constituinte e o de sua dissolução por um golpe de força. Em 30 de maio ele já fala no «despotismo mascarado»... Deixou de fazer sonetos, fez hinos. Ainda publicaria em 1823 Despedida de Alcino a sua Amada, pois Alcino foi seu nome poético. Mas era poeta bastante medíocre e disso teve convicção antes de que outros lhe dissessem. Sua atividade poética foi esmorecendo, subindo apenas em 1827, ano em que se casou. Sua vocação, logo descobriria estar na política, no serviço público, na imprensa, no parlamento.

## Livreiro
Morreu sua mãe em 1823 e o pai, que desejava casar-se de novo, escrupuloso e exato como era, entregou aos filhos a parte que lhes tocava na herança materna. Evaristo e João Pedro, seu irmão, abriram então uma livraria. Era empreendimento lucrativo. O país se europeizava e os livros e jornais eram os agentes dessa europeização. Em 1821 no Diário do Rio de Janeiro havia anúncios de oito lojas de livros. Datam de outubro de 1823 os primeiros anúncios da loja de Evaristo («João Pedro da Veiga & Comp»), 14 dias antes de D. Pedro I dissolver a Assembleia.
Leu tudo que vendia, formou seu pensamento, fixou-se na posição da monarquia constitucional, pois a república lhe parecia um exagero e era moderado por temperamento. Vendendo livros e fazendo cada vez menos versos passou os anos até 1827, quando, economicamente independente, se separou do irmão e estabeleceu livraria própria ao comprar a livraria e tipografia de João Batista Bompard na rua dos Pescadores n.º 49.
Em 1827 casou-se com D. Ideltrudes Maria d'Ascensão, começando nova vida.

## Jornalista
Em 21 de dezembro de 1827 surgiu o primeiro número de seu próprio jornal, logo famoso, o A Aurora Fluminense, que exerceu importante papel na política do Primeiro Reinado por suas tendências antilusófilas. 
Os fundadores foram um jovem brasileiro cedo falecido, José Apolinário de Morais, o médico francês José Francisco Sigaud e Francisco Crispiano Valdetaro. Evaristo resolveu associar-se e passou em pouco tempo de colaborador a redator principal e finalmente único. Assinava seus artigos apenas como Evaristo da Veiga.
A imprensa do Rio de Janeiro era então detestável, pasquineira. A Gazeta do Brasil era favorável ao governo, órgão ministerial, defendendo o Gabinete de 15 de janeiro de 1827, e quem enviava seus artigos, como depois se descobriria, era Francisco Gomes da Silva, o Chalaça, oficial do Gabinete Imperial, íntimo e detestável amigo de D. Pedro I. A Gazeta chamava A Aurora Fluminense de fedorenta sentina da demagogia e do jacobinismo, a Astréa de João Clemente Vieira Souto de insolente e demagógica, O Universal de Ouro Preto, de inspiração de Bernardo Pereira de Vasconcelos, de jacobino e anárquico.
Os fundadores de A Aurora Fluminense queriam linguagem imparcial, guiada pela razão e virtude, e havia para servir à liberdade constitucional um Evaristo da Veiga, imbuído de leituras francesas e inglesas, com o sonho de ver adotadas as instituições que seus autores prediletos preconizavam como indispensáveis à grandeza das nações. Uma quadrinha de versos pífios, composta por D. Pedro I, foi seu lema:
Pelo Brasil dar a vida / Manter a Constituição / Sustentar a Independência / É a nossa obrigação.
E foi seu programa o devotamento ao país, o respeito pela sua liberdade, a manutenção de sua Constituição. Os seus temas, no jornal, foram a liberdade constitucional, o sistema representativo, a liberdade de imprensa. Por isso deu apoio ao Gabinete de 20 de novembro de 1827. Mas havia assuntos de momento em que tocou, como o descalabro da instrução, a questão do crédito público. Combatia a indiferença em matéria política, sobretudo, a mais funesta de todas as enfermidades morais. Havia a mesma pregação em outros jornais liberais (o Farol, O Astro, de Minas, a Astréa), combatidos pelos jornais corcundas. Batia-se pela abolição dos morgados, extinção da Intendência de Polícia, da Fisicatura, do Desembargo, da Mesa da Consciência e da Ordem, instituições obsoletas. A oposição dos ministérios excluía escrupulosamente a pessoa do monarca, a quem tratava com deferência e até louvava. Ainda não desesperançados do imperador, os liberais queriam estimulá-lo. O imperador, porém, é que parecia ir-se distanciando do herói brasileiro que fora em 1822 e voltar-se mais para Portugal do que para o Brasil, comenta Octavio Tarquinio de Sousa. A separação entre a corrente nativista liberal e o imperador aumentou sempre, a sessão parlamentar de 1829 seria da maior agitação, o governo sempre acusado. A Aurora era o mais autorizado reduto da oposição governamental, e sua popularidade — e a de Evaristo — crescia sempre.
Quando do atentado ao jornalista Luís Augusto May, redator da A Malagueta, órgão liberal, repetição do que fora vítima em 1823, sem temor a que lhe sucedesse o mesmo, Evaristo condenou-o energicamente e continuou impassível em suas campanhas. Estavam do seu lado a Astréa, a Luz Brasileira — e do lado ministerial, o Diário Fluminense, O Analista, o Courrier du Brésil, o Jornal do Commercio. A federação era moda, havia gente que queria ir até a República. De seu lado não viriam provocações, pois em artigo de 9 de dezembro de 1829 escreveu: Nada de jacobinismos de qualquer cor que ele seja. Nada de excessos. A linha está traçada — é a da Constituição. Tornar prática a Constituição que existe sobre o papel deve ser o esforço dos liberais.

## Político
Em 1830 foi eleito deputado por Minas Gerais, tendo sido reeleito até morrer. Era nome conhecido no Brasil inteiro. Deputado, continuou jornalista e foi sempre livreiro.
Aproximava-se de Bernardo Pereira de Vasconcelos, pela coincidência da posição ideológica. Na nova Câmara abundavam adeptos do liberalismo e para formar a opinião liberal do Brasil ninguém concorrera mais que Evaristo, que jamais assinara um artigo sequer, e a Aurora Fluminense, que em 1830 fora aumentada para seis páginas. Sem nunca ter saído do Rio de Janeiro, recebeu seu mandato de deputado por Minas Gerais, substituindo Raimundo José da Cunha Matos, que optara pela cadeira de Goiás. Em seu mandato tentou pôr as instituições monárquicas a serviço do grande problema brasileiro — a unidade do vasto país. Cumpria cuidar dos interesses mais vitais do povo, fomentar a indústria, sanear zonas quase inabitáveis, difundir a instrução. Batia-se pelo estreitamento das relações com as demais nações americanas, desconfiando das da Europa. Sempre assíduo, queria que os assuntos fossem discutidos com calma, nas Comissões, longe do tumulto do plenário. Opunha-se às liberalidades à custa do Tesouro: «Devemos desgostar antes aos afilhados do que à nação», dizia. Falava pouco, sem retórica, indo direto ao assunto sem divagações. Tinha qualidades raras como deputado: senso de proporções, espírito objetivo, modéstia patriótica.
Quando, trabalhado por intrigantes, D. Pedro I demitiu inopinadamente Barbacena da Fazenda, com os desenvolvimentos que se conhecem, os mais otimistas se foram convencendo de que o Brasil nunca seria um país livre com semelhante imperador. Precisamente nesse clima caiu como um raio a notícia da revolução de julho de 1830 na França, derrubando Carlos X, e recrudesceu a campanha na imprensa em favor das ideias liberais. Surgiu no Rio o jornal O Repúblico, e nenhum teria papel mais ativo para desencadear a crise. Pregava-se abertamente a federação, querendo mesmo a Nova Luz uma ´federação democrática´. Evaristo combatia-os e ao mesmo tempo os órgãos absolutistas: o Imparcial, o Diário Fluminense, o Moderador, em posição difícil de equidistância. Mas a agitação popular se alastrava. D. Pedro, mal aconselhado, resolveu ir a Minas Gerais, onde foi friamente recebido. Diz Octávio Tarquínio de Sousa que «já se apagara da imaginação popular a figura romântica do príncipe que fora o melhor instrumento da Independência.»
Evaristo enfrentou com destemor os dias de atentados que precederam o Sete de Abril. Foi ele o autor da representação enérgica de 17 de março de 1831 na chácara da Flora, propriedade do padre José Custódio Dias, um verdadeiro ultimato ao imperador D. Pedro I, que chefiava em Portugal a campanha constitucionalista, se foi no Brasil distanciando de suas atitudes liberais de 1822 e a ele se foram chegando cada vez mais os portugueses aqui residentes, sendo então abandonado pelos próprios elementos moderados da política brasileira. Já estavam conspirando Evaristo, Odorico Mendes, Nicolau de Campos Vergueiro e esforçando-se por conseguir a adesão da tropa. «O dia 6 de abril seria de fato a verdadeira data revolucionária em que se verificaria a insurreição da tropa e do povo no Campo de Santana; a 7 de abril apenas se completaria a vitória liberal com a abdicação do monarca.»
Evaristo anuiu ao golpe quando se esgotaram as possibilidades de uma solução menos violenta, como ele próprio declarou num discurso em 12 de maio de 1832 na Câmara. Aderiu para evitar a anarquia, o desmembramento, a desunião das províncias. Evaristo correu ao Senado para dar forma legal à nova situação por meio da reunião extraordinária que elegeu a Regência provisória (o marquês de Caravelas, Nicolau de Campos Vergueiro, o brigadeiro Francisco de Lima e Silva). Coube-lhe redigir a proclamação, e o documento, nobre, nacionalizava a independência e pedia não macular a vitória com excessos. Terminava: «Do dia 7 de abril de 1831 começou a nossa existência nacional; o Brasil será dos brasileiros, e livre!»
Aberta a Câmara a 3 de maio, Evaristo foi escolhido para a Comissão de criação da Guarda Nacional, a ´força cidadã´, como ele chamava, que teria o importante papel de manter a ordem em todo o período regencial. Elegeu-se a 17 de junho de 1831 a primeira Regência permanente, sendo escolhidos Francisco de Lima e Silva, Costa Carvalho e João Bráulio Muniz, este representando o Norte. Evaristo teve imenso papel na elaboração da lei que a regulou. 
A Sociedade Defensora da Liberdade e Independência Nacional
Ao mesmo tempo, empenhou-se pela criação de um outro instrumento de ordem, de disciplina social, de orientação política, que foi a Sociedade Defensora da Liberdade e Independência Nacional, instalada no Rio de Janeiro a 19 de maio de 1831. Inspirava-se em sua congênere paulista e teve por iniciador Antônio Borges da Fonseca, o redator de O Repúblico. Evaristo se tornou seu adepto mais fervoroso e de 1831 a 1835 a Aurora Fluminense, a tribuna da Câmara e a Sociedade se tornaram seu centro de ação diária.
Foi instrumento de ação dos moderados, e se disse, com algum exagero, que ´governou o Brasil pelo espaço de quatro anos´. Abreu Lima em História do Brasil acha que «foi em realidade outro Estado no Estado, porque sua influência era a que predominava no gabinete e nas Câmaras; e sua ação, mais poderosa que a do governo, se estendia por todos os ângulos do Império.» O grande elemento de ação da ´Defensora´ foram as representações à Câmara, ao governo, publicadas nos jornais do partido moderado desde 1 de junho de 1831. 
Evaristo vinculou-se também a diversas outras sociedades e agremiações, animando-as, procurando colocá-las sob sua orientação política. Foi um dos fundadores da Sociedade de Instrução Elementar, da Sociedade Amante da Instrução, da Sociedade Filomática do Rio de Janeiro. Sua luta foi incansável, em época propícia aos excessos, pois não era o simplista que acredita no milagre das leis. Joaquim Nabuco dele dirá, em Um Estadista do Império, que quis exercer no Brasil a ditadura de sua opinião — uma opinião lúcida, desinteressada, de bom senso, serenidade e medida de proporções. 
Os Andradas haviam-se logo alistado entre os descontentes, Evaristo se tornou alvo de ataques e calúnias. Em julho de 1831 era profunda a divisão dos liberais. Nomeado Feijó para a Justiça, recebeu todo o apoio de Evaristo, na Câmara e pela Aurora Fluminense mas havia grandes embaraços ao governo com a indisciplina militar, a separação entre exaltados e moderados. Evaristo era já, por consenso, o chefe do partido moderado. Formigavam apodos: ´Farroupilhas´ e ´jurujubas´ seriam os exaltados, ´chimangos´ ou ´chapéus redondos´ os moderados, ´caramurus´ os restauradores. Era moço, tinha 32 anos. A Malagueta o achava feio e menoscabava sua profissão de livreiro. 
A partir de 1832 os restauradores pareciam mais perigosos do que os exaltados, o Carijó e o Caramuru iniciaram ofensiva contra o governo. Uma grave crise foi a campanha de Feijó para destituir José Bonifácio da tutoria dos filhos do Imperador, cujo desfecho se daria com o malogrado golpe de 30 de julho de 1832. Membro da comissão de resposta à Fala do Trono, Evaristo fez um de seus mais longos discursos, quase de improviso, eloquente. Serviu-se também da Aurora Fluminense, enquanto o Carijó obediente a Antônio Carlos o chamava de «sanefa da Pátria, sabugo versicolor da Aurora». Em julho, a Câmara aprovou a destituição de José Bonifácio de seu posto como tutor, muito comprometido com o facciosismo dos irmãos, mas o Senado não, e Feijó pediu demissão. Os moderados já viam D. Pedro I de novo sentado no trono... Ficou decidido o golpe de Estado tramado na chácara do Padre José Custódio Dias, mas Evaristo não teve nenhuma iniciativa, nenhum entusiasmo, não deu seu assentimento nem adesão formal — instava, entretanto, por uma ´medida salvadora´ e demonstrou sua solidariedade completa, irrestrita a Feijó. Malogrado o golpe, Feijó e outros ministros saíram do governo e a Regência continuou — o bastão de líder escapou de suas mãos. No novo ministério organizado a 3 de agosto de 1832 não havia amigos seus. O Carijó chegou a escrever: "Evaristo está morto".
A reforma constitucional e a eleição de Feijó
A 30 de julho de 1832 a Aurora Fluminense publicou: " Evaristo é o mesmo homem, deputado livre, jornalista defensor da ordem púbica e homem da classe industriosa, vivendo do seu trabalho. Nunca aspirou nem procurou o poder." A 13 de setembro, Evaristo exultava com o novo ministério com Vergueiro e Honório Hermeto, e neste tinha Feijó um substituto... Voltavam ao poder os moderados e do malogro do golpe de 30 de julho resultaria a vitória do ideal que o alimentara: houve acordo para reforma constitucional que foi consubstanciada na lei de 12 de outubro de 1832. A Câmara cedeu, cedeu o Senado, o Poder Moderador foi mantido, a vitaliciedade do Senado, não prevaleceu o cunho federalista que a Câmara desejava mas o Conselho de Estado foi abolido. 
Sofreu um atentado em sua livraria mesmo, a 8 de novembro de 1832. Recebeu mais de mil visitantes, desde os regentes, ministros de Estado, senadores, ao povo miúdo. Atentado de um pobre sapateiro a mando de um certo coronel Ornelas, amigo de José Bonifácio. Evaristo confessou suspeitar mais do Sr. Martim Francisco, "cuja alma rancorosa todos conhecem". O certo é que os jornais restauradores, particularmente o Caramuru, tinham seu quinhão de culpa na formação do ambiente de ódios. Em 1833 recrudesceu a campanha da imprensa, empenhada nas eleições para a legislatura 1834-1837 pois a Câmara tinha poderes para realizar a reforma constitucional. Reapareceram jornais antigos como o Brasileiro, e o Nacional, surgiram novos como o Independente, o Sete de Abril, das simpatias de Bernardo Pereira de Vasconcelos. Mas os moderados já não tinham o prestígio anterior, a campanha caramuru causara impressão — exceto na zona rural. Eram os chamados ´eleitores do campo´. 
Todo o ano 1833 se consumiu na expectativa do retorno do Duque de Bragança... Evaristo, convencido de que a trama restauradora era sério perigo, combateu-a, usando a Defensora, e chefiou mesmo a campanha que impediu a volta de D. Pedro I, sob qualquer título, e clamava pela suspensão de José Bonifácio do lugar de tutor como ´centro e instrumento dos facciosos´. Com sua queda, passou o momento de maior tensão, tudo prometia melhorar.
A 14 de junho de 1833 entrou em discussão o projeto de reforma da Constituição. Discutiu-se inicialmente a quem competia, e a opinião de Evaristo — a competência era da Câmara — foi aprovada por enorme maioria. Depois de Bernardo Pereira de Vasconcelos, seu autor, ninguém mais do que Evaristo estudou o projeto. Declarou inicialmente que, por seu voto, não se tocaria na Constituição — mas cedia à opinião geral, às aspirações autonomistas das províncias, sem esquecer os interesses superiores da unidade nacional. Foi voto vencido na questão da temporariedade da função de Regente pois a Câmara mostrou-se mais liberal que ele, Limpo de Abreu, Paula Araújo e Vasconcelos e quase estabeleceu no Brasil uma verdadeira república provisória.
A facilidade com que se votou a reforma tinha explicação no temor à volta de D. Pedro I. Quando o ex-imperador morreu em 24 de setembro (a notícia chegou ao Rio em dezembro de 1834), a desagregação dos moderados se processou com rapidez pois nunca houve coesão partidária. Evaristo o julgou com serenidade: "não foi um Príncipe de ordinária medida, existia nele o germe de grandes qualidades, que defeitos lamentáveis e uma viciosa educação sufocaram em parte. (...) Se existimos como corpo de nação livre, se a nossa terra não foi retalhada em pequenas repúblicas inimigas, onde só dominasse a anarquia e o espírito militar, devemo-lo muito à resolução que tomou de ficar entre nós, de soltar o primeiro grito de nossa Independência." 
A situação política do Brasil dava sinais de persistência de divisão e indisciplina. No Rio Grande do Sul começara a guerra que ia durar dez anos, havia revolução no Pará. A grande questão era a escolha do Regente único, de acordo com o Ato Adicional. O candidato de Evaristo foi Feijó, pois dele não via os defeitos e o que temia era a desordem, a anarquia, que prometia a candidatura Holanda Cavalcanti, tido como arrebatado e frenético. Fez a campanha com as mesmas agruras anteriores, destemido, sereno, até que a 7 de abril de 1835 votaram em todo o Brasil os eleitores, que eram seis mil, cada um com direito a sufragar dois nomes. Com as dificuldades de comunicação, os resultados chegaram morosamente — feita a apuração final a 9 de outubro, Feijó ficou em primeiro lugar (2 826 votos), Holanda Cavalcanti em segundo (2 251). Com maioria na Câmara, o «partido holandês» tentaria ainda fazer de D. Januária regente, mas nada conseguiu. 
O fim da Aurora Fluminense
A eleição de Feijó foi a última demonstração do prestígio de Evaristo da Veiga. Estava afastado de Bernardo Pereira de Vasconcelos, de Honório Hermeto, de Rodrigues Torres, era combatido pelos caramurus e ainda teve a amargura de desavir-se com Feijó, regente único — por culpa sua, pensavam todos.
Em 30 de dezembro de 1835 saiu o último número de seu jornal, com oito anos de existência. Recolhia-se a uma vida que desejava tranquila, com as três filhas e a mulher. Mas não se retirou da vida pública, pois em 1836 compareceu normalmente à Câmara. Depois decidiu fechar por uns tempos sua casa na rua dos Barbonos, hoje rua Evaristo da Veiga, e em novembro partiu para Campanha, onde vivia um irmão. Voltou ao Rio em 2 de maio de 1837. Visitou Feijó, foi para cama presa de violenta ´febre perniciosa´, como diagnosticaram os médicos. Morreu a 12 de maio, repentinamente, aos 37 anos.
Apreciação
Contribuiu decisivamente para a defesa das instituições públicas, além de trabalhar para o desenvolvimento intelectual e artístico, estimulando jovens escritores.
Segundo Octávio Tarquínio de Sousa: «Sua influência nos acontecimentos políticos se fez sentir desde o aparecimento da Aurora Fluminense e ninguém mais do que ele concorreu para criar o ambiente liberal que caracterizaria os primeiros anos da Regência. (...) Evaristo não fez mais do que conformar-se com a revolução, aceitá-la como uma fatalidade.» Caixeiro sem ancestrais ilustres, gordo e deselegante, sem a ajuda de poderosos, sem dons de sedução, que nunca esteve em qualquer universidade, sem deixar o Rio, sem mencionar seu nome do jornal que escrevia, foi eleito e reeleito deputado, assumindo papel de guia e conselheiro- sem improvisação, sem imposturas. Foi jornalista, deputado, político, orientando a opinião do país porque tinha um espírito sério, probidade moral, sinceridade e, sobretudo, uma inteligência lúcida, desapego aos altos cargos, um grande desejo de servir e de ser útil.

## Acadêmico
Membro do Instituto Histórico de França e da Arcádia de Roma. Patrono da cadeira n.º 10 da Academia Brasileira de Letras, por escolha de seu fundador, Rui Barbosa.

## Maçom
Iniciado na Maçonaria em 1 de junho de 1832 na Loja Esperança de Nictheroy n.° 0003 no Rio de Janeiro.